# Tony e il professore
Tony e il professore (My Friend Tony) è una serie televisiva statunitense di 16 episodi prodotta dalla NBC nel 1969.
Gli attori principali sono James Whitmore (nel ruolo del Professor Woodruff) e l'italiano Enzo Cerusico (Tony Novello).
La serie è stata trasmessa dal Secondo Programma nel 1972.

## Elenco episodi
| Stagione       | Episodi | Prima TV Originale | Prima TV Italia |
| -------------- | ------- | ------------------ | --------------- |
| Prima stagione | 17      | 1968-1969          |                 |